# جينو همبرغر
جينو همبرغر هو إشعاعاتي ‏ وسياسي مجري، ولد في 31 مايو 1883 في Zalaudvarnok ‏ في المجر، وتوفي في 14 ديسمبر 1936 في موسكو في روسيا. نشط حزبياً في Social Democratic Party of Hungary ‏. وقد انتخب وزير الزراعة في المجر ‏.